# Diodontus minutus
Diodontus minutus ist ein Hautflügler aus der Familie der Crabronidae.

## Merkmale
Die Wespe erreicht eine Körperlänge von 5 bis 6 Millimetern (Weibchen) beziehungsweise 3 bis 4 Millimetern (Männchen). Die Mandibeln und der Lobus am Pronotum sind gelb gefärbt, was die Art von den ähnlichen Weibchen  von Diodontus tristis unterscheidet, die komplett schwarz gefärbt sind. Deren Männchen haben teilweise gelb gefärbte Beine. Bei den Männchen von Diodontus minutus ist das erste Tarsenglied nur leicht gekrümmt. Zwischen den Zähnchen am Clypeus der Weibchen ist der Raum breit und flach ausgebildet. Die Art ist leicht mit Diodontus insidiosus zu verwechseln, die jedoch nur auf Küstendünen vorkommt. 

## Vorkommen
Die Art ist in Europa bis südlich des Polarkreises sowie in Asien, östlich bis in die Mongolei verbreitet. Sie besiedelt verschiedene sandige Lebensräume und kleinste Abbruchkanten an Wegrändern und ähnlichem. Sie kommt auch im Siedlungsgebiet des Menschen vor und steigt bis in Höhen von etwa 600 Meter Seehöhe. Die Tiere fliegen in einer Generationen von Ende Mai bis Ende September. Ob eine partielle zweite Generation auftritt ist unklar. Sie sind in Mitteleuropa häufig.

## Lebensweise
Die Weibchen legen ihre Nester gemeinsam in Gruppen an Steilwänden und kleinen Abbruchkanten an. Häufig treten sie gemeinsam mit den Nestern von Diodontus tristis auf. Man kann die Tiere bei ihrer regen Flugaktivität vor den Nesteingängen oder beim Ruhen an nahe gelegenen freigelegten Wurzeln beobachten. Das Nest besitzt einen etwa 10 Zentimeter gerade in den Boden führenden Hauptgang, von dem bis zu 15 Nebengänge abzweigen, an deren Ende eine Zelle angelegt wird. Jede Zelle wird mit bis zu 30 Maskenläusen (Thelaxidae) oder Röhrenblattläusen (Aphididae) versorgt. Es ist dokumentiert, dass die Beute nicht nur mit dem Stachel betäubt werden, sondern deren Kopf gelegentlich mit den Mandibeln gequetscht wird. Die Art wird von Myrmosa atra parasitiert.